# Internationale Sluitingsprijs
L'Internationale Sluitingsprijs (en français : Prix de clôture) est une compétition de cyclo-cross disputée annuellement à Oostmalle, en Belgique, dans la province d'Anvers. C'est l'une des manches du Trophée Gazet van Antwerpen, compétition devenue Trophée Banque Bpost à partir de 2012-2013.
En 2014, l'organisateur du Trophée Banque Bpost annonce le retrait du Prix de clôture de ce calendrier, au profit du GP d'Hasselt.

## Palmarès

### Hommes élites
| Année | Vainqueur            | Deuxième             | Troisième              |
| ----- | -------------------- | -------------------- | ---------------------- |
| 1995  | Paul Herijgers       | Richard Groenendaal  | Arne Daelmans          |
| 1996  | Paul Herijgers       | Arne Daelmans        | Peter Willemsens       |
| 1997  | Paul Herijgers       | Peter Willemsens     | Arne Daelmans          |
| 1998  | Arne Daelmans        | Peter Willemsens     | Alex Moonen            |
| 1999  | Sven Nys             | Arne Daelmans        | Erwin Vervecken        |
| 2000  | Arne Daelmans        | Bart Wellens         | Kipcho Volckaerts      |
| 2001  | Bart Wellens         | Erwin Vervecken      | Sven Vanthourenhout    |
| 2002  | Arne Daelmans        | Wim Jacobs           | Mario De Clercq        |
| 2003  | Ben Berden           | Bart Wellens         | Arne Daelmans          |
| 2004  | Richard Groenendaal  | Mario De Clercq      | Sven Vanthourenhout    |
| 2005  | Sven Nys             | Davy Commeyne        | Sven Vanthourenhout    |
| 2006  | Gerben de Knegt      | Sven Nys             | Erwin Vervecken        |
| 2007  | Niels Albert         | Sven Nys             | Jonathan Page          |
| 2008  | Niels Albert         | Bart Wellens         | Lars Boom              |
| 2009  | Sven Nys             | Niels Albert         | Sven Vanthourenhout    |
| 2010  | Bart Wellens         | Zdeněk Štybar        | Kevin Pauwels          |
| 2011  | Niels Albert         | Zdeněk Štybar        | Bart Aernouts          |
| 2012  | Niels Albert         | Zdeněk Štybar        | Kevin Pauwels          |
| 2013  | Niels Albert         | Klaas Vantornout     | Jim Aernouts           |
| 2014  | Niels Albert         | Tom Meeusen          | Kevin Pauwels          |
| 2015  | Wout van Aert        | Kevin Pauwels        | Laurens Sweeck         |
| 2016  | Kevin Pauwels        | Wout van Aert        | Tom Meeusen            |
| 2017  | Wout van Aert        | Mathieu van der Poel | Tom Meeusen            |
| 2018  | Mathieu van der Poel | Laurens Sweeck       | David van der Poel     |
| 2019  | Kevin Pauwels        | Toon Aerts           | Tom Meeusen            |
| 2020  | Laurens Sweeck       | Toon Aerts           | Michael Vanthourenhout |
| 2021  | Laurens Sweeck       | Quinten Hermans      | Lars van der Haar      |
| 2022  | Laurens Sweeck       | Jens Adams           | Thibau Nys             |
| 2023  | Laurens Sweeck       | Lars van der Haar    | Niels Vandeputte       |
| 2024  | Niels Vandeputte     | Lars van der Haar    | Eli Iserbyt            |
| 2025  | Joris Nieuwenhuis    | Laurens Sweeck       | Toon Vandebosch        |

### Femmes élites
| Année | Vainqueur            | Deuxième               | Troisième            |
| ----- | -------------------- | ---------------------- | -------------------- |
| 2001  | Daphny van den Brand | Reza Hormes-Ravenstijn | Louise Robinson      |
| 2003  | Daphny van den Brand | Reza Hormes-Ravenstijn | Anja Nobus           |
| 2004  | Daphny van den Brand | Marianne Vos           | Anja Nobus           |
| 2005  | Hanka Kupfernagel    | Marianne Vos           | Daphny van den Brand |
| 2006  | Daphny van den Brand | Marianne Vos           | Hanka Kupfernagel    |
| 2008  | Daphny van den Brand | Saskia Elemans         | Sanne Cant           |
| 2009  | Marianne Vos         | Daphny van den Brand   | Sanne Cant           |
| 2010  | Marianne Vos         | Daphny van den Brand   | Sanne Cant           |
| 2011  | Daphny van den Brand | Sanne Cant             | Helen Wyman          |
| 2012  | Daphny van den Brand | Marianne Vos           | Sanne van Paassen    |
| 2013  | Sanne Cant           | Sabrina Stultiens      | Helen Wyman          |
| 2014  | Sanne Cant           | Loes Sels              | Helen Wyman          |
| 2015  | Sanne Cant           | Nikki Harris           | Loes Sels            |
| 2016  | Sanne Cant           | Loes Sels              | Maud Kaptheijns      |
| 2017  | Sanne Cant           | Laura Verdonschot      | Maud Kaptheijns      |
| 2018  | Loes Sels            | Maud Kaptheijns        | Annemarie Worst      |
| 2019  | Denise Betsema       | Annemarie Worst        | Loes Sels            |
| 2020  | Annemarie Worst      | Denise Betsema         | Inge van der Heijden |
| 2021  | Denise Betsema       | Sanne Cant             | Inge van der Heijden |
| 2022  | Annemarie Worst      | Denise Betsema         | Lucinda Brand        |
| 2023  | Annemarie Worst      | Manon Bakker           | Denise Betsema       |
| 2024  | Lucinda Brand        | Laura Verdonschot      | Manon Bakker         |
| 2025  | Lucinda Brand        | Inge van der Heijden   | Hélène Clauzel       |

### Hommes espoirs
| Année | Vainqueur                                         | Deuxième                                          | Troisième                                         |
| ----- | ------------------------------------------------- | ------------------------------------------------- | ------------------------------------------------- |
| 2003  | Wim Jacobs                                        | Bart Aernouts                                     | Cyrille Bonnand                                   |
| 2004  | Bart Aernouts                                     | Kevin Pauwels                                     | Martin Zlámalík                                   |
| 2005  | Niels Albert                                      | Kevin Pauwels                                     | Bart Dirkx                                        |
| 2006  | Niels Albert                                      | Eddy van IJzendoorn                               | Zdeněk Štybar                                     |
| 2007  | Dieter Vanthourenhout                             | Rob Peeters                                       | Eddy van IJzendoorn                               |
| 2008  | Tom Meeusen                                       | Vincent Baestaens                                 | Ramon Sinkeldam                                   |
| 2009  | Tom Meeusen                                       | Jim Aernouts                                      | Kenneth Van Compernolle                           |
| 2010  | Jim Aernouts                                      | Lars van der Haar                                 | Kenneth Van Compernolle                           |
| 2011  | Lars van der Haar                                 | Jim Aernouts                                      | Tijmen Eising                                     |
| 2012  | Wietse Bosmans                                    | Arnaud Jouffroy                                   | Micki van Empel                                   |
| 2013  | Wout van Aert                                     | Laurens Sweeck                                    | Corné van Kessel                                  |
| 2014  | Yorben Van Tichelt                                | Mathieu van der Poel                              | Wout van Aert                                     |
| 2015  | Diether Sweeck                                    | Daan Soete                                        | Yorben Van Tichelt                                |
| 2016  | Daan Soete                                        | Quinten Hermans                                   | Adam Ťoupalík                                     |
| 2017  | Eli Iserbyt                                       | Quinten Hermans                                   | Thijs Aerts                                       |
| 2018  | Thijs Aerts                                       | Adam Ťoupalík                                     | Stijn Caluwé                                      |
| 2019  | Maik van der Heijden                              | Niels Vandeputte                                  | Ryan Kamp                                         |
| 2021  | Non-organisé en raison de la pandémie de Covid-19 | Non-organisé en raison de la pandémie de Covid-19 | Non-organisé en raison de la pandémie de Covid-19 |

### Hommes juniors
| Année | Vainqueur                                         | Deuxième                                          | Troisième                                         |
| ----- | ------------------------------------------------- | ------------------------------------------------- | ------------------------------------------------- |
| 2003  | Niels Albert                                      | Slawomir Pituch                                   | Jeroen Dingemans                                  |
| 2004  | Niels Albert                                      | Bart Verschueren                                  | Maxime Debusschere                                |
| 2005  | Tom Meeusen                                       | Wim Leemans                                       | Kevin Cant                                        |
| 2006  | Tom Meeusen                                       | Boy van Poppel                                    | Jim Aernouts                                      |
| 2007  | Vincent Baestaens                                 | Joeri Adams                                       | Kristof Cop                                       |
| 2008  | Stef Boden                                        | Wietse Bosmans                                    | Geert van der Horst                               |
| 2009  | Tijmen Eising                                     | Wietse Bosmans                                    | Lars van der Haar                                 |
| 2010  | Laurens Sweeck                                    | David van der Poel                                | Gianni Vermeersch                                 |
| 2011  | Laurens Sweeck                                    | Yorben Van Tichelt                                | Wout van Aert                                     |
| 2012  | Mathieu van der Poel                              | Wout van Aert                                     | Daan Soete                                        |
| 2013  | Mathieu van der Poel                              | Martijn Budding                                   | Thijs Aerts                                       |
| 2014  | Yannick Peeters                                   | Stijn Caluwé                                      | Thijs Aerts                                       |
| 2015  | Eli Iserbyt                                       | Maik van der Heijden                              | Mitch Groot                                       |
| 2016  | Jens Dekker                                       | Mitch Groot                                       | Toon Vandebosch                                   |
| 2017  | Jelle Camps                                       | Ryan Kamp                                         | Toon Vandebosch                                   |
| 2018  | Niels Vandeputte                                  | Ryan Kamp                                         | Witse Meeussen                                    |
| 2019  | Witse Meeussen                                    | Lennert Belmans                                   | Wout Vervoort                                     |
| 2020  | Jente Michels                                     | Ward Huybs                                        | Yorben Lauryssen                                  |
| 2021  | Non-organisé en raison de la pandémie de Covid-19 | Non-organisé en raison de la pandémie de Covid-19 | Non-organisé en raison de la pandémie de Covid-19 |
| 2022  | David Haverdings                                  | Aaron Dockx                                       | Guus van der Eijnden                              |
| 2023  | Seppe Van den Boer                                | Guus van der Eijnden                              | Yordi Corsus                                      |
| 2024  | Arthur Van den Boer                               | Tibo Vancompernolle                               | Stefano Viezzi                                    |
| 2025  | Giel Lejeune                                      | Lars Daelmans                                     | Lars Corsus                                       |